# Jean-Pierre Moumon
Jean-Pierre Moumon, né à Toulon le 5 mai 1947 et mort le 1er juillet 2020 à Guiscriff,, est un auteur, critique littéraire, éditeur et traducteur français dans le domaine des littératures de l'imaginaire. Il a publié également sous les noms de Rémi Maure, Rémi-Maure et Jean-Pierre Laigle.

## Biographie
Personnalité du fandom depuis les années 1960, il est l'éditeur, avec sa compagne Martine Blond, de la revue semi-professionnelle Antarès de 1981 à 1996 (quarante-sept numéros) par laquelle il fait connaître au public francophone des nouvelles de science-fiction, de fantastique et de fantasy issues de nombreux pays étrangers hors domaine anglo-saxon. La plupart du temps, il les traduit lui-même.
Ses articles participent aussi pour une large part de la propagation des traditions étrangères des littératures de l'imaginaire tandis que d'autres portent sur des thèmes particuliers de la science-fiction comme les arches stellaires ou les planètes pilleuses qui ont fait l'objet de monographies.
Jean-Pierre Moumon est par ailleurs l'auteur de deux romans et de nouvelles. Celles-ci ont été publiées surtout dans Solaris au Canada et dans Galaxies en France.
Il est aussi l'organisateur de la convention nationale de science-fiction de 1989 qui s'est tenue à La Valette-du-Var, où il résidait.

## Œuvres principales

### Romans
- Ave Caesar Imperator !, éd. PyréMonde, 2008, coll. « Uchronie ».
- Retour à Opar, éd. Erelis, 2008.

### Anthologies
- Dimension Antarès, Black Coat Press, 2018, coll. « Rivière blanche », no 69.
- Dimension Antarès 2, Black Coat Press, 2019, coll. « Rivière blanche », no 78.
- Dimension Jean-Pierre Laigle, Black Coat Press, 2021, coll. « Rivière blanche », no 98.

### Essais
- Planètes pilleuses et autres thématiques de la science-fiction, L'Œil du sphinx, 2013, coll. « Les Études du Dr Armitage », no 1.
- L'Anti-Terre, L'Œil du Sphinx, 2018, coll. « Les Études du Dr Armitage », no 7.
- Les Démiurges scientifiques, L'Œil du Sphinx, 2021, coll. « Les Études du Dr Armitage », no 14.